# Kowal
Kowal este un oraș în Polonia.